# EHF Champions League der Frauen 2016/17
An der EHF Champions League 2016/17 nahmen insgesamt 25 Handball-Vereinsmannschaften teil, die sich in der vorangegangenen Saison in ihren Heimatländern für den Wettbewerb qualifiziert hatten. Győri ETO KC gewann die 57. Austragung der EHF Champions League bzw. des Europapokals der Landesmeister. Der rumänische Verein CSM Bukarest war Titelverteidiger.

## Modus
Qualifikation: Die Qualifikation wird im Rahmen mehrerer Turniere ausgetragen: Drei Gruppen à vier Teams. Pro Gruppe qualifizierte sich das beste Team.
Gruppenphase
Es gibt vier Gruppen mit je vier Mannschaften. In einer Gruppe spielt jeder gegen jeden ein Hin- und Rückspiel; die jeweils drei Gruppenbesten erreichen die Hauptrunde.
Hauptrunde
Es gibt zwei Gruppen mit je sechs Mannschaften. In einer Gruppe spielt jeder gegen jeden ein Hin- und Rückspiel; die vier bestplatzierten Mannschaften jeder Gruppe erreichen das Viertelfinale.
Viertelfinale: Das Viertelfinale wird im K.-o.-System mit Hin- und Rückspiel gespielt. Der Gewinner jeder Partie zieht in das Halbfinale ein.
Final Four: Die Gewinner der Viertelfinalspiele nehmen am Final-Four-Turnier teil. Das Halbfinale wird im K.-o.-System gespielt. Die Gewinner jeder Partie ziehen in das Finale ein. Die Verlierer jeder Partie ziehen in das Spiel um den dritten Platz ein. Es wird pro Halbfinale nur ein Spiel ausgetragen. Auch das Finale und das Spiel um Platz drei wird im einfachen Modus ausgespielt.

## Qualifikation
Die Auslosung der Qualifikation fand am 1. Juli 2016 in Glostrup statt.

### Qualifikationsturniere

#### Gruppe 1
Das Turnier der Gruppe 1 fand am 10. und 11. September 2016 in Drammen statt.
Die Halbfinalspiele der Gruppe 1 fanden am 10. September 2016 statt. Der Gewinner jeder Partie zog in das Finale, um die Teilnahme an der Gruppenphase, ein. Die Verlierer nahmen am Spiel um die Plätze drei und vier teil.
| 10. September 2016 16:30 Uhr | Glassverket IF       | 34:23  | Ankara Yenimahalle BSK                        | Drammenshallen, Drammen Zuschauer: 450 Schiedsrichter: Anđelina Kažanegra, Jelena Vujačić |
| 10. September 2016 16:30 Uhr | meiste Tore: Wolff 6 | (15:9) | meiste Tore: Tschumak, Sokač, Tankaskaya je 4 | Drammenshallen, Drammen Zuschauer: 450 Schiedsrichter: Anđelina Kažanegra, Jelena Vujačić |
| 10. September 2016 16:30 Uhr | Spielbericht         |        |                                               | Drammenshallen, Drammen Zuschauer: 450 Schiedsrichter: Anđelina Kažanegra, Jelena Vujačić |

| 10. September 2016 19:00 Uhr | ŽRK Podravka Koprivnica | 30:17  | SERCODAK Dalfsen                   | Drammenshallen, Drammen Zuschauer: 105 Schiedsrichter: Cristina Năstase, Simona Raluca Stancu |
| 10. September 2016 19:00 Uhr | meiste Tore: Vidak 9    | (13:7) | meiste Tore: Noordink, Nüsser je 4 | Drammenshallen, Drammen Zuschauer: 105 Schiedsrichter: Cristina Năstase, Simona Raluca Stancu |
| 10. September 2016 19:00 Uhr | Spielbericht            |        |                                    | Drammenshallen, Drammen Zuschauer: 105 Schiedsrichter: Cristina Năstase, Simona Raluca Stancu |

Das Spiel der Verlierer fand am 11. September 2016 statt.
| 11. September 2016 15:30 Uhr | Ankara Yenimahalle BSK | 31:22   | SERCODAK Dalfsen        | Drammenshallen, Drammen Zuschauer: 125 Schiedsrichter: Anđelina Kažanegra, Jelena Vujačić |
| 11. September 2016 15:30 Uhr | meiste Tore: Laiuk 9   | (17:12) | meiste Tore: Pavkovic 5 | Drammenshallen, Drammen Zuschauer: 125 Schiedsrichter: Anđelina Kažanegra, Jelena Vujačić |
| 11. September 2016 15:30 Uhr | Spielbericht           |         |                         | Drammenshallen, Drammen Zuschauer: 125 Schiedsrichter: Anđelina Kažanegra, Jelena Vujačić |

Das Finale fand am 11. September 2016 statt. Der Gewinner der Partie nimmt an der Gruppenphase der EHF Champions League 2016/17 teil.
| 11. September 2016 18:00 Uhr | Glassverket IF              | 28:19   | ŽRK Podravka Koprivnica                     | Drammenshallen, Drammen Zuschauer: 510 Schiedsrichter: Cristina Năstase, Simona Raluca Stancu |
| 11. September 2016 18:00 Uhr | meiste Tore: Christensen 10 | (12:12) | meiste Tore: Debelić, Nemaškalo, Vidak je 4 | Drammenshallen, Drammen Zuschauer: 510 Schiedsrichter: Cristina Năstase, Simona Raluca Stancu |
| 11. September 2016 18:00 Uhr | Spielbericht                |         |                                             | Drammenshallen, Drammen Zuschauer: 510 Schiedsrichter: Cristina Năstase, Simona Raluca Stancu |

#### Gruppe 2
Das Turnier der Gruppe 2 fand am 9. und 10. September 2016 in Donostia-San Sebastián statt.
Die Halbfinalspiele der Gruppe 2 fanden am 9. September 2016 statt. Der Gewinner jeder Partie zog in das Finale, um die Teilnahme an der Gruppenphase, ein. Die Verlierer nahmen am Spiel um die Plätze drei und vier teil.
| 9. September 2016 16:00 Uhr | HC Leipzig                  | 29:18  | HK Homel                              | Polideportivo Municipal José Antonio Gasca, Donostia-San Sebastián Zuschauer: 1.000 Schiedsrichter: Michalis Tzaferopoulos, Andreas Bethmann |
| 9. September 2016 16:00 Uhr | meiste Tore: Kudłacz-Gloc 7 | (13:6) | meiste Tore: Akhramenka, Dronova je 4 | Polideportivo Municipal José Antonio Gasca, Donostia-San Sebastián Zuschauer: 1.000 Schiedsrichter: Michalis Tzaferopoulos, Andreas Bethmann |
| 9. September 2016 16:00 Uhr | Spielbericht                |        |                                       | Polideportivo Municipal José Antonio Gasca, Donostia-San Sebastián Zuschauer: 1.000 Schiedsrichter: Michalis Tzaferopoulos, Andreas Bethmann |

| 9. September 2016 18:30 Uhr | Hypo Niederösterreich   | 25:21   | BM Bera Bera             | Polideportivo Municipal José Antonio Gasca, Donostia-San Sebastián Zuschauer: 2.000 Schiedsrichter: Jiří Opava, Pavel Válek |
| 9. September 2016 18:30 Uhr | meiste Tore: Aćimović 8 | (14:12) | meiste Tore: Fernández 4 | Polideportivo Municipal José Antonio Gasca, Donostia-San Sebastián Zuschauer: 2.000 Schiedsrichter: Jiří Opava, Pavel Válek |
| 9. September 2016 18:30 Uhr | Spielbericht            |         |                          | Polideportivo Municipal José Antonio Gasca, Donostia-San Sebastián Zuschauer: 2.000 Schiedsrichter: Jiří Opava, Pavel Válek |

Das Spiel der Verlierer fand am 10. September 2016 statt.
| 10. September 2016 16:00 Uhr | HK Homel               | 20:28   | BM Bera Bera         | Polideportivo Municipal José Antonio Gasca, Donostia-San Sebastián Zuschauer: 1.500 Schiedsrichter: Michalis Tzaferopoulos, Andreas Bethmann |
| 10. September 2016 16:00 Uhr | meiste Tore: Dronova 5 | (12:14) | meiste Tore: López 8 | Polideportivo Municipal José Antonio Gasca, Donostia-San Sebastián Zuschauer: 1.500 Schiedsrichter: Michalis Tzaferopoulos, Andreas Bethmann |
| 10. September 2016 16:00 Uhr | Spielbericht           |         |                      | Polideportivo Municipal José Antonio Gasca, Donostia-San Sebastián Zuschauer: 1.500 Schiedsrichter: Michalis Tzaferopoulos, Andreas Bethmann |

Das Finale fand am 10. September 2016 statt. Der Gewinner der Partie nimmt an der Gruppenphase der EHF Champions League 2016/17 teil.
| 10. September 2016 18:30 Uhr | HC Leipzig                  | 32:30   | Hypo Niederösterreich    | Polideportivo Municipal José Antonio Gasca, Donostia-San Sebastián Zuschauer: 1.250 Schiedsrichter: Jiří Opava, Pavel Válek |
| 10. September 2016 18:30 Uhr | meiste Tore: Kudłacz-Gloc 9 | (15:16) | meiste Tore: Aćimović 14 | Polideportivo Municipal José Antonio Gasca, Donostia-San Sebastián Zuschauer: 1.250 Schiedsrichter: Jiří Opava, Pavel Válek |
| 10. September 2016 18:30 Uhr | Spielbericht                |         |                          | Polideportivo Municipal José Antonio Gasca, Donostia-San Sebastián Zuschauer: 1.250 Schiedsrichter: Jiří Opava, Pavel Válek |

#### Gruppe 3
Das Turnier der Gruppe 3 fand am 10. und 11. September 2016 in Ljubljana statt.
Die Halbfinalspiele der Gruppe 3 fanden am 10. September 2016 statt. Der Gewinner jeder Partie zog in das Finale, um die Teilnahme an der Gruppenphase, ein. Die Verlierer nahmen am Spiel um die Plätze drei und vier teil.
| 10. September 2016 16:30 Uhr | Rokometni Klub Krim                 | 28:22   | IUVENTA Michalovce         | Športna dvorana Kodeljevo, Ljubljana Zuschauer: 1.000 Schiedsrichter: Radojko Brkic, Andrei Jusufhodzic |
| 10. September 2016 16:30 Uhr | meiste Tore: Bajramoska, Barič je 6 | (14:10) | meiste Tore: Lewtschenko 6 | Športna dvorana Kodeljevo, Ljubljana Zuschauer: 1.000 Schiedsrichter: Radojko Brkic, Andrei Jusufhodzic |
| 10. September 2016 16:30 Uhr | Spielbericht                        |         |                            | Športna dvorana Kodeljevo, Ljubljana Zuschauer: 1.000 Schiedsrichter: Radojko Brkic, Andrei Jusufhodzic |

| 10. September 2016 18:30 Uhr | MKS Lublin                | 27:28   | Indeco Conversano    | Športna dvorana Kodeljevo, Ljubljana Zuschauer: 150 Schiedsrichter: Arthur Brunner Morad Salah |
| 10. September 2016 18:30 Uhr | meiste Tore: Repelewska 5 | (12:14) | meiste Tore: Rotondo | Športna dvorana Kodeljevo, Ljubljana Zuschauer: 150 Schiedsrichter: Arthur Brunner Morad Salah |
| 10. September 2016 18:30 Uhr | Spielbericht              |         |                      | Športna dvorana Kodeljevo, Ljubljana Zuschauer: 150 Schiedsrichter: Arthur Brunner Morad Salah |

Das Spiel der Verlierer fand am 11. September 2016 statt.
| 11. September 2016 14:00 Uhr | IUVENTA Michalovce         | 21:33   | MKS Lublin             | Športna dvorana Kodeljevo, Ljubljana Zuschauer: 70 Schiedsrichter: Arthur Brunner Morad Salah |
| 11. September 2016 14:00 Uhr | meiste Tore: Lewtschenko 4 | (12:16) | meiste Tore: Kozimur 7 | Športna dvorana Kodeljevo, Ljubljana Zuschauer: 70 Schiedsrichter: Arthur Brunner Morad Salah |
| 11. September 2016 14:00 Uhr | Spielbericht               |         |                        | Športna dvorana Kodeljevo, Ljubljana Zuschauer: 70 Schiedsrichter: Arthur Brunner Morad Salah |

Das Finale fand am 11. September 2016 statt. Der Gewinner der Partie nimmt an der Gruppenphase der EHF Champions League 2016/17 teil.
| 11. September 2016 17:00 Uhr | Rokometni Klub Krim   | 37:16  | Indeco Conversano           | Športna dvorana Kodeljevo, Ljubljana Zuschauer: 1.200 Schiedsrichter: Radojko Brkic, Andrei Jusufhodzic |
| 11. September 2016 17:00 Uhr | meiste Tore: Kamdop 7 | (20:7) | meiste Tore: Duran Morens 7 | Športna dvorana Kodeljevo, Ljubljana Zuschauer: 1.200 Schiedsrichter: Radojko Brkic, Andrei Jusufhodzic |
| 11. September 2016 17:00 Uhr | Spielbericht          |        |                             | Športna dvorana Kodeljevo, Ljubljana Zuschauer: 1.200 Schiedsrichter: Radojko Brkic, Andrei Jusufhodzic |

## Gruppenphase
Die Auslosung der Gruppenphase fand am 1. Juli 2016 in Glostrup statt.
Es nehmen die 3 Erstplatzierten aus den Qualifikationsturnieren und die 13 die sich vorher für den Wettbewerb qualifiziert haben teil.

### Gruppen
| Gruppe A ŽRK Budućnost Podgorica Thüringer HC Metz Handball Glassverket IF | Gruppe B ŽRK Vardar SCBT GK Astrachanotschka FTC-Rail Cargo Hungaria HC Leipzig | Gruppe C Győri ETO KC CSM Bukarest FC Midtjylland Håndbold GK Rostow am Don | Gruppe D Larvik HK Team Esbjerg IK Sävehof Rokometni Klub Krim |

#### Entscheidungen
|  | Qualifikationsplatz für die Hauptrunde |
|  | Platz des ausscheidenden Vereins       |

#### Gruppe A
| Pl. | Verein                  | Sp. | S | U | N | Tore      | Diff. | Punkte |
| --- | ----------------------- | --- | - | - | - | --------- | ----- | ------ |
| 1.  | ŽRK Budućnost Podgorica | 6   | 5 | 0 | 1 | 0158:1360 | +22   | 10     |
| 2.  | Metz Handball           | 6   | 4 | 0 | 2 | 0146:1330 | +13   | 8      |
| 3.  | Thüringer HC            | 6   | 3 | 0 | 3 | 0148:1530 | −5    | 6      |
| 4.  | Glassverket IF          | 6   | 0 | 0 | 6 | 0128:1580 | −30   | 0      |

| 15. Oktober 2016 17:00 Uhr | ŽRK Budućnost Podgorica   | 21:19   | Metz Handball                            | Sportski centar Morača, Podgorica Zuschauer: 1.800 Schiedsrichter: Năstase, Stancu |
| 15. Oktober 2016 17:00 Uhr | meiste Tore: Bulatović 10 | (11:10) | meiste Tore: Horacek, Gros, Flippes je 3 | Sportski centar Morača, Podgorica Zuschauer: 1.800 Schiedsrichter: Năstase, Stancu |
| 15. Oktober 2016 17:00 Uhr | Spielbericht              |         |                                          | Sportski centar Morača, Podgorica Zuschauer: 1.800 Schiedsrichter: Năstase, Stancu |

| 16. Oktober 2016 14:00 Uhr | Thüringer HC                       | 24:16  | Glassverket IF             | Wiedigsburghalle, Nordhausen Zuschauer: 1.300 Schiedsrichter: Praštalo, Todorović |
| 16. Oktober 2016 14:00 Uhr | meiste Tore: Pintea, Luzumová je 4 | (10:4) | meiste Tore: Christensen 8 | Wiedigsburghalle, Nordhausen Zuschauer: 1.300 Schiedsrichter: Praštalo, Todorović |
| 16. Oktober 2016 14:00 Uhr | Spielbericht                       |        |                            | Wiedigsburghalle, Nordhausen Zuschauer: 1.300 Schiedsrichter: Praštalo, Todorović |

| 22. Oktober 2016 18:30 Uhr | Glassverket IF                | 23:30   | ŽRK Budućnost Podgorica | Drammenshallen, Drammen Zuschauer: 1.155 Schiedsrichter: Vranes, Wenninger |
| 22. Oktober 2016 18:30 Uhr | meiste Tore: Haraldsdóttir 11 | (11:13) | meiste Tore: Jauković 5 | Drammenshallen, Drammen Zuschauer: 1.155 Schiedsrichter: Vranes, Wenninger |
| 22. Oktober 2016 18:30 Uhr | Spielbericht                  |         |                         | Drammenshallen, Drammen Zuschauer: 1.155 Schiedsrichter: Vranes, Wenninger |

| 22. Oktober 2016 18:30 Uhr | Metz Handball                 | 25:18   | Thüringer HC                | Palais omnisports Les Arènes, Metz Zuschauer: 3.623 Schiedsrichter: Marić, Mašić |
| 22. Oktober 2016 18:30 Uhr | meiste Tore: Gros, Smits je 6 | (11:10) | meiste Tore: Niederwieser 4 | Palais omnisports Les Arènes, Metz Zuschauer: 3.623 Schiedsrichter: Marić, Mašić |
| 22. Oktober 2016 18:30 Uhr | Spielbericht                  |         |                             | Palais omnisports Les Arènes, Metz Zuschauer: 3.623 Schiedsrichter: Marić, Mašić |

| 30. Oktober 2016 14:00 Uhr | Thüringer HC            | 26:32   | ŽRK Budućnost Podgorica | Wiedigsburghalle, Nordhausen Zuschauer: 1.500 Schiedsrichter: Erdoğan, Özdeniz |
| 30. Oktober 2016 14:00 Uhr | meiste Tore: Luzumová 8 | (11:21) | meiste Tore: Neagu 8    | Wiedigsburghalle, Nordhausen Zuschauer: 1.500 Schiedsrichter: Erdoğan, Özdeniz |
| 30. Oktober 2016 14:00 Uhr | Spielbericht            |         |                         | Wiedigsburghalle, Nordhausen Zuschauer: 1.500 Schiedsrichter: Erdoğan, Özdeniz |

| 30. Oktober 2016 15:00 Uhr | Glassverket IF                          | 22:24  | Metz Handball       | Reistad Arena, Lier Zuschauer: 570 Schiedsrichter: Alpaidse, Berjoskina |
| 30. Oktober 2016 15:00 Uhr | meiste Tore: Bjørnsen, Christensen je 4 | (8:15) | meiste Tore: Gros 7 | Reistad Arena, Lier Zuschauer: 570 Schiedsrichter: Alpaidse, Berjoskina |
| 30. Oktober 2016 15:00 Uhr | Spielbericht                            |        |                     | Reistad Arena, Lier Zuschauer: 570 Schiedsrichter: Alpaidse, Berjoskina |

| 5. November 2016 18:30 Uhr | Metz Handball          | 25:19   | Glassverket IF          | Palais omnisports Les Arènes, Metz Zuschauer: 3.460 Schiedsrichter: Florescu, Stoia |
| 5. November 2016 18:30 Uhr | meiste Tore: Luciano 8 | (12:10) | meiste Tore: Bjørnsen 6 | Palais omnisports Les Arènes, Metz Zuschauer: 3.460 Schiedsrichter: Florescu, Stoia |
| 5. November 2016 18:30 Uhr | Spielbericht           |         |                         | Palais omnisports Les Arènes, Metz Zuschauer: 3.460 Schiedsrichter: Florescu, Stoia |

| 6. November 2016 17:00 Uhr | ŽRK Budućnost Podgorica  | 28:19  | Thüringer HC             | Sportski centar Morača, Podgorica Zuschauer: 3.200 Schiedsrichter: Christiansen, Hansen |
| 6. November 2016 17:00 Uhr | meiste Tore: Bulatović 6 | (17:8) | meiste Tore: Schmelzer 4 | Sportski centar Morača, Podgorica Zuschauer: 3.200 Schiedsrichter: Christiansen, Hansen |
| 6. November 2016 17:00 Uhr | Spielbericht             |        |                          | Sportski centar Morača, Podgorica Zuschauer: 3.200 Schiedsrichter: Christiansen, Hansen |

| 11. November 2016 19:00 Uhr | Metz Handball            | 28:25   | ŽRK Budućnost Podgorica  | Palais omnisports Les Arènes, Metz Zuschauer: 4.656 Schiedsrichter: Bonifert, Oláh |
| 11. November 2016 19:00 Uhr | meiste Tore: Pop-Lazić 8 | (14:16) | meiste Tore: Bulatović 7 | Palais omnisports Les Arènes, Metz Zuschauer: 4.656 Schiedsrichter: Bonifert, Oláh |
| 11. November 2016 19:00 Uhr | Spielbericht             |         |                          | Palais omnisports Les Arènes, Metz Zuschauer: 4.656 Schiedsrichter: Bonifert, Oláh |

| 13. November 2016 18:15 Uhr | Glassverket IF               | 27:33   | Thüringer HC                             | Drammenshallen, Drammen Zuschauer: 437 Schiedsrichter: Pech, Vágvölgyi |
| 13. November 2016 18:15 Uhr | meiste Tore: Haraldsdóttir 7 | (12:15) | meiste Tore: Luzumová, Niederwieser je 6 | Drammenshallen, Drammen Zuschauer: 437 Schiedsrichter: Pech, Vágvölgyi |
| 13. November 2016 18:15 Uhr | Spielbericht                 |         |                                          | Drammenshallen, Drammen Zuschauer: 437 Schiedsrichter: Pech, Vágvölgyi |

| 18. November 2016 19:00 Uhr | ŽRK Budućnost Podgorica | 22:21  | Glassverket IF                       | Sportski centar Morača, Podgorica Zuschauer: 1.500 Schiedsrichter: Žalienė, Kijauskaitė |
| 18. November 2016 19:00 Uhr | meiste Tore: Jauković 6 | (14:9) | meiste Tore: Christensen, Wolff je 4 | Sportski centar Morača, Podgorica Zuschauer: 1.500 Schiedsrichter: Žalienė, Kijauskaitė |
| 18. November 2016 19:00 Uhr | Spielbericht            |        |                                      | Sportski centar Morača, Podgorica Zuschauer: 1.500 Schiedsrichter: Žalienė, Kijauskaitė |

| 19. November 2016 14:00 Uhr | Thüringer HC           | 28:25   | Metz Handball       | Wiedigsburghalle, Nordhausen Zuschauer: 1.700 Schiedsrichter: Kurtagic, Wetterwik |
| 19. November 2016 14:00 Uhr | meiste Tore: Houette 7 | (15:11) | meiste Tore: Gros 7 | Wiedigsburghalle, Nordhausen Zuschauer: 1.700 Schiedsrichter: Kurtagic, Wetterwik |
| 19. November 2016 14:00 Uhr | Spielbericht           |         |                     | Wiedigsburghalle, Nordhausen Zuschauer: 1.700 Schiedsrichter: Kurtagic, Wetterwik |

#### Gruppe B
| Pl. | Verein                  | Sp. | S | U | N | Tore      | Diff. | Punkte |
| --- | ----------------------- | --- | - | - | - | --------- | ----- | ------ |
| 1.  | ŽRK Vardar SCBT         | 6   | 5 | 1 | 0 | 0220:1480 | +72   | 11     |
| 2.  | FTC-Rail Cargo Hungaria | 6   | 4 | 1 | 1 | 0172:1540 | +18   | 9      |
| 3.  | GK Astrachanotschka     | 6   | 1 | 0 | 5 | 0156:1890 | −33   | 2      |
| 4.  | HC Leipzig              | 6   | 1 | 0 | 5 | 0139:1960 | −57   | 2      |

| 14. Oktober 2016 20:30 Uhr | ŽRK Vardar SCBT        | 27:27   | FTC-Rail Cargo Hungaria                  | Sport Center Jane Sandanski, Skopje Zuschauer: 4.300 Schiedsrichter: Alpaidse, Berjoskina |
| 14. Oktober 2016 20:30 Uhr | meiste Tore: Penezić 8 | (17:14) | meiste Tore: Kovacsics, Szucsánszki je 7 | Sport Center Jane Sandanski, Skopje Zuschauer: 4.300 Schiedsrichter: Alpaidse, Berjoskina |
| 14. Oktober 2016 20:30 Uhr | Spielbericht           |         |                                          | Sport Center Jane Sandanski, Skopje Zuschauer: 4.300 Schiedsrichter: Alpaidse, Berjoskina |

| 15. Oktober 2016 16:00 Uhr | GK Astrachanotschka      | 27:24  | HC Leipzig                  | SSK Swesdny, Astrachan Zuschauer: 3.000 Schiedsrichter: Panayides, Andreou |
| 15. Oktober 2016 16:00 Uhr | meiste Tore: Sissenowa 7 | (13:9) | meiste Tore: Kudłacz-Gloc 7 | SSK Swesdny, Astrachan Zuschauer: 3.000 Schiedsrichter: Panayides, Andreou |
| 15. Oktober 2016 16:00 Uhr | Spielbericht             |        |                             | SSK Swesdny, Astrachan Zuschauer: 3.000 Schiedsrichter: Panayides, Andreou |

| 21. Oktober 2016 20:30 Uhr | ŽRK Vardar SCBT          | 41:24   | HC Leipzig                             | Sport Center Jane Sandanski, Skopje Zuschauer: 3.500 Schiedsrichter: Kurtagic, Wetterwik |
| 21. Oktober 2016 20:30 Uhr | meiste Tore: Radičević 6 | (19:14) | meiste Tore: Hubinger, Minevskaja je 5 | Sport Center Jane Sandanski, Skopje Zuschauer: 3.500 Schiedsrichter: Kurtagic, Wetterwik |
| 21. Oktober 2016 20:30 Uhr | Spielbericht             |         |                                        | Sport Center Jane Sandanski, Skopje Zuschauer: 3.500 Schiedsrichter: Kurtagic, Wetterwik |

| 23. Oktober 2016 15:00 Uhr | FTC-Rail Cargo Hungaria | 32:23   | GK Astrachanotschka     | OBO Aréna, Dabas Zuschauer: 2.000 Schiedsrichter: C. Bonaventura, J. Bonaventura |
| 23. Oktober 2016 15:00 Uhr | meiste Tore: Pena 8     | (15:10) | meiste Tore: Sabirowa 7 | OBO Aréna, Dabas Zuschauer: 2.000 Schiedsrichter: C. Bonaventura, J. Bonaventura |
| 23. Oktober 2016 15:00 Uhr | Spielbericht            |         |                         | OBO Aréna, Dabas Zuschauer: 2.000 Schiedsrichter: C. Bonaventura, J. Bonaventura |

| 29. Oktober 2016 17:00 Uhr | FTC-Rail Cargo Hungaria | 26:22   | HC Leipzig              | OBO Aréna, Dabas Zuschauer: 1.800 Schiedsrichter: Todorović, Praštalo |
| 29. Oktober 2016 17:00 Uhr | meiste Tore: Lukács 8   | (12:11) | meiste Tore: Hubinger 5 | OBO Aréna, Dabas Zuschauer: 1.800 Schiedsrichter: Todorović, Praštalo |
| 29. Oktober 2016 17:00 Uhr | Spielbericht            |         |                         | OBO Aréna, Dabas Zuschauer: 1.800 Schiedsrichter: Todorović, Praštalo |

| 29. Oktober 2016 17:00 Uhr | GK Astrachanotschka     | 26:31   | ŽRK Vardar SCBT         | SSK Swesdny, Astrachan Zuschauer: 3.000 Schiedsrichter: Kijauskaitė, Žalienė |
| 29. Oktober 2016 17:00 Uhr | meiste Tore: Sabirowa 8 | (13:14) | meiste Tore: Penezić 10 | SSK Swesdny, Astrachan Zuschauer: 3.000 Schiedsrichter: Kijauskaitė, Žalienė |
| 29. Oktober 2016 17:00 Uhr | Spielbericht            |         |                         | SSK Swesdny, Astrachan Zuschauer: 3.000 Schiedsrichter: Kijauskaitė, Žalienė |

| 5. November 2016 17:30 Uhr | ŽRK Vardar SCBT          | 39:25   | GK Astrachanotschka      | Sport Center Jane Sandanski, Skopje Zuschauer: 3.500 Schiedsrichter: Antić, Jakovljević |
| 5. November 2016 17:30 Uhr | meiste Tore: Radičević 9 | (18:13) | meiste Tore: Koschokar 7 | Sport Center Jane Sandanski, Skopje Zuschauer: 3.500 Schiedsrichter: Antić, Jakovljević |
| 5. November 2016 17:30 Uhr | Spielbericht             |         |                          | Sport Center Jane Sandanski, Skopje Zuschauer: 3.500 Schiedsrichter: Antić, Jakovljević |

| 6. November 2016 19:00 Uhr | HC Leipzig              | 17:30  | FTC-Rail Cargo Hungaria    | Arena Leipzig, Leipzig Zuschauer: 1.869 Schiedsrichter: Arntsen, Røen |
| 6. November 2016 19:00 Uhr | meiste Tore: Hubinger 7 | (8:14) | meiste Tore: Szucsánszki 7 | Arena Leipzig, Leipzig Zuschauer: 1.869 Schiedsrichter: Arntsen, Røen |
| 6. November 2016 19:00 Uhr | Spielbericht            |        |                            | Arena Leipzig, Leipzig Zuschauer: 1.869 Schiedsrichter: Arntsen, Røen |

| 13. November 2016 14:00 Uhr | HC Leipzig              | 30:27   | GK Astrachanotschka     | Arena Leipzig, Leipzig Zuschauer: 1.490 Schiedsrichter: Brehmer, Skowronek |
| 13. November 2016 14:00 Uhr | meiste Tore: Hubinger 9 | (14:14) | meiste Tore: Sabirowa 9 | Arena Leipzig, Leipzig Zuschauer: 1.490 Schiedsrichter: Brehmer, Skowronek |
| 13. November 2016 14:00 Uhr | Spielbericht            |         |                         | Arena Leipzig, Leipzig Zuschauer: 1.490 Schiedsrichter: Brehmer, Skowronek |

| 13. November 2016 15:00 Uhr | FTC-Rail Cargo Hungaria                    | 24:37   | ŽRK Vardar SCBT      | SYMA, Budapest Schiedsrichter: Christiansen, Hansen |
| 13. November 2016 15:00 Uhr | meiste Tore: Jovanović, Pena, Snelder je 4 | (12:21) | meiste Tore: Lekić 9 | SYMA, Budapest Schiedsrichter: Christiansen, Hansen |
| 13. November 2016 15:00 Uhr | Spielbericht                               |         |                      | SYMA, Budapest Schiedsrichter: Christiansen, Hansen |

| 19. November 2016 15:00 Uhr | HC Leipzig                      | 22:45  | ŽRK Vardar SCBT          | Arena Leipzig, Leipzig Zuschauer: 889 Schiedsrichter: Brunovský, Čanda |
| 19. November 2016 15:00 Uhr | meiste Tore: Reimer, Weise je 5 | (9:22) | meiste Tore: Lacrabère 9 | Arena Leipzig, Leipzig Zuschauer: 889 Schiedsrichter: Brunovský, Čanda |
| 19. November 2016 15:00 Uhr | Spielbericht                    |        |                          | Arena Leipzig, Leipzig Zuschauer: 889 Schiedsrichter: Brunovský, Čanda |

| 20. November 2016 17:00 Uhr | GK Astrachanotschka      | 28:33   | FTC-Rail Cargo Hungaria             | SSK Swesdny, Astrachan Zuschauer: 3.500 Schiedsrichter: Florescu, Stoia |
| 20. November 2016 17:00 Uhr | meiste Tore: Sabirowa 11 | (14:14) | meiste Tore: Pena, Szucsánszki je 7 | SSK Swesdny, Astrachan Zuschauer: 3.500 Schiedsrichter: Florescu, Stoia |
| 20. November 2016 17:00 Uhr | Spielbericht             |         |                                     | SSK Swesdny, Astrachan Zuschauer: 3.500 Schiedsrichter: Florescu, Stoia |

#### Gruppe C
| Pl. | Verein                  | Sp. | S | U | N | Tore      | Diff. | Punkte |
| --- | ----------------------- | --- | - | - | - | --------- | ----- | ------ |
| 1.  | Győri ETO KC            | 6   | 5 | 0 | 1 | 0174:1470 | +27   | 10     |
| 2.  | CSM Bukarest            | 6   | 3 | 0 | 3 | 0142:1450 | −3    | 6      |
| 3.  | FC Midtjylland Håndbold | 6   | 3 | 0 | 3 | 0135:1500 | −15   | 6      |
| 4.  | GK Rostow am Don        | 6   | 1 | 0 | 5 | 0142:1510 | −9    | 2      |

| 15. Oktober 2016 19:30 Uhr | Győri ETO KC        | 31:19  | FC Midtjylland Håndbold | Audi Arena, Győr Zuschauer: 5.017 Schiedsrichter: Marín, García Serradilla |
| 15. Oktober 2016 19:30 Uhr | meiste Tore: Løke 8 | (16:7) | meiste Tore: Pedersen 6 | Audi Arena, Győr Zuschauer: 5.017 Schiedsrichter: Marín, García Serradilla |
| 15. Oktober 2016 19:30 Uhr | Spielbericht        |        |                         | Audi Arena, Győr Zuschauer: 5.017 Schiedsrichter: Marín, García Serradilla |

| 16. Oktober 2016 18:00 Uhr | CSM Bukarest           | 24:21   | GK Rostow am Don      | Sala Polivalentă Ioan Kunst-Ghermănescu, Bukarest Zuschauer: 4.164 Schiedsrichter: Jurinović, Mrvica |
| 16. Oktober 2016 18:00 Uhr | meiste Tore: Gulldén 6 | (12:10) | meiste Tore: Iljina 6 | Sala Polivalentă Ioan Kunst-Ghermănescu, Bukarest Zuschauer: 4.164 Schiedsrichter: Jurinović, Mrvica |
| 16. Oktober 2016 18:00 Uhr | Spielbericht           |         |                       | Sala Polivalentă Ioan Kunst-Ghermănescu, Bukarest Zuschauer: 4.164 Schiedsrichter: Jurinović, Mrvica |

| 22. Oktober 2016 16:00 Uhr | GK Rostow am Don          | 27:28   | Győri ETO KC        | SSK Rostow am Don, Rostow am Don Zuschauer: 3.000 Schiedsrichter: Brunovský, Čanda |
| 22. Oktober 2016 16:00 Uhr | meiste Tore: Wjachirewa 8 | (14:12) | meiste Tore: Mørk 8 | SSK Rostow am Don, Rostow am Don Zuschauer: 3.000 Schiedsrichter: Brunovský, Čanda |
| 22. Oktober 2016 16:00 Uhr | Spielbericht              |         |                     | SSK Rostow am Don, Rostow am Don Zuschauer: 3.000 Schiedsrichter: Brunovský, Čanda |

| 22. Oktober 2016 18:30 Uhr | FC Midtjylland Håndbold          | 24:21  | CSM Bukarest          | IBF Arena, Ikast Zuschauer: 1.785 Schiedsrichter: Antić, Jakovljević |
| 22. Oktober 2016 18:30 Uhr | meiste Tore: Østergaard Jensen 5 | (9:10) | meiste Tore: Martín 5 | IBF Arena, Ikast Zuschauer: 1.785 Schiedsrichter: Antić, Jakovljević |
| 22. Oktober 2016 18:30 Uhr | Spielbericht                     |        |                       | IBF Arena, Ikast Zuschauer: 1.785 Schiedsrichter: Antić, Jakovljević |

| 28. Oktober 2016 18:00 Uhr | CSM Bukarest                          | 24:27  | Győri ETO KC               | Sala Polivalentă Ioan Kunst-Ghermănescu, Bukarest Zuschauer: 4.963 Schiedsrichter: Brehmer, Skowronek |
| 28. Oktober 2016 18:00 Uhr | meiste Tore: Gulldén, Torstenson je 4 | (13:9) | meiste Tore: Bognár-Bódi 6 | Sala Polivalentă Ioan Kunst-Ghermănescu, Bukarest Zuschauer: 4.963 Schiedsrichter: Brehmer, Skowronek |
| 28. Oktober 2016 18:00 Uhr | Spielbericht                          |        |                            | Sala Polivalentă Ioan Kunst-Ghermănescu, Bukarest Zuschauer: 4.963 Schiedsrichter: Brehmer, Skowronek |

| 29. Oktober 2016 19:00 Uhr | GK Rostow am Don      | 26:20   | FC Midtjylland Håndbold                 | SSK Rostow am Don, Rostow am Don Zuschauer: 3.000 Schiedsrichter: Kolevski, Krkacev |
| 29. Oktober 2016 19:00 Uhr | meiste Tore: Iljina 6 | (13:12) | meiste Tore: Burgaard, Kristiansen je 5 | SSK Rostow am Don, Rostow am Don Zuschauer: 3.000 Schiedsrichter: Kolevski, Krkacev |
| 29. Oktober 2016 19:00 Uhr | Spielbericht          |         |                                         | SSK Rostow am Don, Rostow am Don Zuschauer: 3.000 Schiedsrichter: Kolevski, Krkacev |

| 4. November 2016 19:00 Uhr | Győri ETO KC         | 33:25   | CSM Bukarest           | Audi Arena, Győr Zuschauer: 5.162 Schiedsrichter: Kurtagic, Wetterwik |
| 4. November 2016 19:00 Uhr | meiste Tore: Mørk 11 | (11:13) | meiste Tore: Niombla 7 | Audi Arena, Győr Zuschauer: 5.162 Schiedsrichter: Kurtagic, Wetterwik |
| 4. November 2016 19:00 Uhr | Spielbericht         |         |                        | Audi Arena, Győr Zuschauer: 5.162 Schiedsrichter: Kurtagic, Wetterwik |

| 6. November 2016 16:15 Uhr | FC Midtjylland Håndbold  | 25:23   | GK Rostow am Don          | IBF Arena, Ikast Zuschauer: 2.250 Schiedsrichter: Mitrović, Vešović |
| 6. November 2016 16:15 Uhr | meiste Tore: Jørgensen 8 | (13:10) | meiste Tore: Wjachirewa 6 | IBF Arena, Ikast Zuschauer: 2.250 Schiedsrichter: Mitrović, Vešović |
| 6. November 2016 16:15 Uhr | Spielbericht             |         |                           | IBF Arena, Ikast Zuschauer: 2.250 Schiedsrichter: Mitrović, Vešović |

| 11. November 2016 19:00 Uhr | GK Rostow am Don                                       | 20:22   | CSM Bukarest           | SSK Rostow am Don, Rostow am Don Zuschauer: 2.300 Schiedsrichter: Arntsen, Røen |
| 11. November 2016 19:00 Uhr | meiste Tore: Iljina, Cabral Barbosa, Bobrownikowa je 4 | (11:10) | meiste Tore: Gulldén 8 | SSK Rostow am Don, Rostow am Don Zuschauer: 2.300 Schiedsrichter: Arntsen, Røen |
| 11. November 2016 19:00 Uhr | Spielbericht                                           |         |                        | SSK Rostow am Don, Rostow am Don Zuschauer: 2.300 Schiedsrichter: Arntsen, Røen |

| 12. November 2016 15:15 Uhr | FC Midtjylland Håndbold  | 27:23   | Győri ETO KC         | IBF Arena, Ikast Zuschauer: 1.981 Schiedsrichter: Jurinović, Mrvica |
| 12. November 2016 15:15 Uhr | meiste Tore: Jørgensen 8 | (15:10) | meiste Tore: Broch 6 | IBF Arena, Ikast Zuschauer: 1.981 Schiedsrichter: Jurinović, Mrvica |
| 12. November 2016 15:15 Uhr | Spielbericht             |         |                      | IBF Arena, Ikast Zuschauer: 1.981 Schiedsrichter: Jurinović, Mrvica |

| 19. November 2016 16:00 Uhr | Győri ETO KC           | 32:25   | GK Rostow am Don              | Audi Arena, Győr Zuschauer: 5.207 Schiedsrichter: C. Bonaventura, J. Bonaventura |
| 19. November 2016 16:00 Uhr | meiste Tore: Görbicz 7 | (15:12) | meiste Tore: Cabral Barbosa 5 | Audi Arena, Győr Zuschauer: 5.207 Schiedsrichter: C. Bonaventura, J. Bonaventura |
| 19. November 2016 16:00 Uhr | Spielbericht           |         |                               | Audi Arena, Győr Zuschauer: 5.207 Schiedsrichter: C. Bonaventura, J. Bonaventura |

| 20. November 2016 17:00 Uhr | CSM Bukarest           | 26:20  | FC Midtjylland Håndbold               | Sala Polivalentă Ioan Kunst-Ghermănescu, Bukarest Zuschauer: 5.000 Schiedsrichter: Opava, Válek |
| 20. November 2016 17:00 Uhr | meiste Tore: Gulldén 5 | (12:9) | meiste Tore: Burgaard, Jørgensen je 6 | Sala Polivalentă Ioan Kunst-Ghermănescu, Bukarest Zuschauer: 5.000 Schiedsrichter: Opava, Válek |
| 20. November 2016 17:00 Uhr | Spielbericht           |        |                                       | Sala Polivalentă Ioan Kunst-Ghermănescu, Bukarest Zuschauer: 5.000 Schiedsrichter: Opava, Válek |

#### Gruppe D
| Pl. | Verein              | Sp. | S | U | N | Tore      | Diff. | Punkte |
| --- | ------------------- | --- | - | - | - | --------- | ----- | ------ |
| 1.  | Rokometni Klub Krim | 6   | 4 | 0 | 2 | 0168:1650 | +3    | 8      |
| 2.  | Larvik HK           | 6   | 3 | 0 | 3 | 0174:1700 | +4    | 6      |
| 3.  | Team Esbjerg        | 6   | 3 | 0 | 3 | 0164:1510 | +13   | 6      |
| 4.  | IK Sävehof          | 6   | 2 | 0 | 4 | 0150:1700 | −20   | 4      |

| 15. Oktober 2016 14:00 Uhr | Team Esbjerg                    | 35:25   | Rokometni Klub Krim       | Blue Water Dokken, Esbjerg Zuschauer: 2.022 Schiedsrichter: Žalienė, Kijauskaitė |
| 15. Oktober 2016 14:00 Uhr | meiste Tore: van der Heijden 11 | (17:11) | meiste Tore: Bajramoska 6 | Blue Water Dokken, Esbjerg Zuschauer: 2.022 Schiedsrichter: Žalienė, Kijauskaitė |
| 15. Oktober 2016 14:00 Uhr | Spielbericht                    |         |                           | Blue Water Dokken, Esbjerg Zuschauer: 2.022 Schiedsrichter: Žalienė, Kijauskaitė |

| 15. Oktober 2016 18:30 Uhr | Larvik HK                       | 22:25   | IK Sävehof                     | Boligmappa Arena Larvik, Larvik Zuschauer: 1.722 Schiedsrichter: Florescu, Stoia |
| 15. Oktober 2016 18:30 Uhr | meiste Tore: Riegelhuth Koren 8 | (15:11) | meiste Tore: Ekenman-Fernis 11 | Boligmappa Arena Larvik, Larvik Zuschauer: 1.722 Schiedsrichter: Florescu, Stoia |
| 15. Oktober 2016 18:30 Uhr | Spielbericht                    |         |                                | Boligmappa Arena Larvik, Larvik Zuschauer: 1.722 Schiedsrichter: Florescu, Stoia |

| 22. Oktober 2016 16:30 Uhr | Rokometni Klub Krim                                | 24:22   | Larvik HK                       | Športna dvorana Kodeljevo, Ljubljana Zuschauer: 1.500 Schiedsrichter: Brehmer, Skowronek |
| 22. Oktober 2016 16:30 Uhr | meiste Tore: Benko, Milanović-Litre, Omoregie je 5 | (10:13) | meiste Tore: Riegelhuth Koren 6 | Športna dvorana Kodeljevo, Ljubljana Zuschauer: 1.500 Schiedsrichter: Brehmer, Skowronek |
| 22. Oktober 2016 16:30 Uhr | Spielbericht                                       |         |                                 | Športna dvorana Kodeljevo, Ljubljana Zuschauer: 1.500 Schiedsrichter: Brehmer, Skowronek |

| 23. Oktober 2016 15:00 Uhr | IK Sävehof                                | 20:25   | Team Esbjerg                   | Partille Arena, Partille Zuschauer: 1.835 Schiedsrichter: Horváth, Marton |
| 23. Oktober 2016 15:00 Uhr | meiste Tore: Karlsson, Roberts, Sand je 4 | (10:15) | meiste Tore: van der Heijden 9 | Partille Arena, Partille Zuschauer: 1.835 Schiedsrichter: Horváth, Marton |
| 23. Oktober 2016 15:00 Uhr | Spielbericht                              |         |                                | Partille Arena, Partille Zuschauer: 1.835 Schiedsrichter: Horváth, Marton |

| 29. Oktober 2016 17:00 Uhr | Rokometni Klub Krim  | 32:29   | IK Sävehof             | Športna dvorana Kodeljevo, Ljubljana Zuschauer: 1.800 Schiedsrichter: Koweschnikow, Plotnikow |
| 29. Oktober 2016 17:00 Uhr | meiste Tore: Benko 8 | (20:10) | meiste Tore: Roberts 8 | Športna dvorana Kodeljevo, Ljubljana Zuschauer: 1.800 Schiedsrichter: Koweschnikow, Plotnikow |
| 29. Oktober 2016 17:00 Uhr | Spielbericht         |         |                        | Športna dvorana Kodeljevo, Ljubljana Zuschauer: 1.800 Schiedsrichter: Koweschnikow, Plotnikow |

| 30. Oktober 2016 16:50 Uhr | Team Esbjerg                      | 24:31   | Larvik HK                       | Blue Water Dokken, Esbjerg Zuschauer: 1.512 Schiedsrichter: Brunovský, Čanda |
| 30. Oktober 2016 16:50 Uhr | meiste Tore: Ingstad, Polman je 4 | (13:14) | meiste Tore: Riegelhuth Koren 8 | Blue Water Dokken, Esbjerg Zuschauer: 1.512 Schiedsrichter: Brunovský, Čanda |
| 30. Oktober 2016 16:50 Uhr | Spielbericht                      |         |                                 | Blue Water Dokken, Esbjerg Zuschauer: 1.512 Schiedsrichter: Brunovský, Čanda |

| 5. November 2016 16:00 Uhr | IK Sävehof                          | 26:24   | Rokometni Klub Krim     | Partille Arena, Partille Zuschauer: 1.212 Schiedsrichter: Leandersson, Lindroos |
| 5. November 2016 16:00 Uhr | meiste Tore: Roberts, Karlsson je 6 | (12:11) | meiste Tore: Omoregie 8 | Partille Arena, Partille Zuschauer: 1.212 Schiedsrichter: Leandersson, Lindroos |
| 5. November 2016 16:00 Uhr | Spielbericht                        |         |                         | Partille Arena, Partille Zuschauer: 1.212 Schiedsrichter: Leandersson, Lindroos |

| 5. November 2016 18:30 Uhr | Larvik HK                       | 30:29   | Team Esbjerg               | Boligmappa Arena Larvik, Larvik Zuschauer: 1.122 Schiedsrichter: Marín, García Serradilla |
| 5. November 2016 18:30 Uhr | meiste Tore: Riegelhuth Koren 9 | (15:17) | meiste Tore: Vestergaard 7 | Boligmappa Arena Larvik, Larvik Zuschauer: 1.122 Schiedsrichter: Marín, García Serradilla |
| 5. November 2016 18:30 Uhr | Spielbericht                    |         |                            | Boligmappa Arena Larvik, Larvik Zuschauer: 1.122 Schiedsrichter: Marín, García Serradilla |

| 13. November 2016 15:00 Uhr | IK Sävehof          | 32:38   | Larvik HK                | Partille Arena, Partille Zuschauer: 1.210 Schiedsrichter: Vranes, Wenninger |
| 13. November 2016 15:00 Uhr | meiste Tore: Sand 8 | (14:21) | meiste Tore: Kurtović 11 | Partille Arena, Partille Zuschauer: 1.210 Schiedsrichter: Vranes, Wenninger |
| 13. November 2016 15:00 Uhr | Spielbericht        |         |                          | Partille Arena, Partille Zuschauer: 1.210 Schiedsrichter: Vranes, Wenninger |

| 12. November 2016 15:30 Uhr | Rokometni Klub Krim     | 27:22   | Team Esbjerg                   | Športna dvorana Kodeljevo, Ljubljana Zuschauer: 1.700 Schiedsrichter: Jakovljević, Antić |
| 12. November 2016 15:30 Uhr | meiste Tore: Omoregie 7 | (13:13) | meiste Tore: van der Heijden 5 | Športna dvorana Kodeljevo, Ljubljana Zuschauer: 1.700 Schiedsrichter: Jakovljević, Antić |
| 12. November 2016 15:30 Uhr | Spielbericht            |         |                                | Športna dvorana Kodeljevo, Ljubljana Zuschauer: 1.700 Schiedsrichter: Jakovljević, Antić |

| 19. November 2016 18:30 Uhr | Larvik HK                             | 31:36   | Rokometni Klub Krim     | Boligmappa Arena Larvik, Larvik Zuschauer: 1.802 Schiedsrichter: Horváth, Marton |
| 19. November 2016 18:30 Uhr | meiste Tore: Frafjord, Kurtović je 10 | (14:17) | meiste Tore: Omoregie 7 | Boligmappa Arena Larvik, Larvik Zuschauer: 1.802 Schiedsrichter: Horváth, Marton |
| 19. November 2016 18:30 Uhr | Spielbericht                          |         |                         | Boligmappa Arena Larvik, Larvik Zuschauer: 1.802 Schiedsrichter: Horváth, Marton |

| 20. November 2016 15:00 Uhr | Team Esbjerg              | 29:18  | IK Sävehof                    | Blue Water Dokken, Esbjerg Zuschauer: 2.291 Schiedsrichter: Vujačić, Kažanegra |
| 20. November 2016 15:00 Uhr | meiste Tore: Bjørndalen 7 | (15:9) | meiste Tore: Ekenman-Fernis 8 | Blue Water Dokken, Esbjerg Zuschauer: 2.291 Schiedsrichter: Vujačić, Kažanegra |
| 20. November 2016 15:00 Uhr | Spielbericht              |        |                               | Blue Water Dokken, Esbjerg Zuschauer: 2.291 Schiedsrichter: Vujačić, Kažanegra |

## Hauptrunde
Es nehmen die 12 Mannschaften der Gruppenphase teil, die in zwei Gruppen die Plätze für das Viertelfinale ausspielen. Die Ergebnisse der Teams, die schon in der Gruppenphase gegeneinander spielten, werden übernommen.

### Entscheidungen
|  | Qualifikationsplatz für das Viertelfinale |
|  | Platz des ausscheidenden Vereins          |

### Gruppe 1
| Pl. | Verein                  | Sp. | S | U | N | Tore      | Diff. | Punkte  |
| --- | ----------------------- | --- | - | - | - | --------- | ----- | ------- |
| 1.  | ŽRK Vardar SCBT         | 10  | 7 | 1 | 2 | 0311:2790 | +32   | 015:50  |
| 2.  | FTC Rail Cargo Hungaria | 10  | 6 | 2 | 2 | 0290:2650 | +25   | 014:60  |
| 3.  | ŽRK Budućnost Podgorica | 10  | 7 | 0 | 3 | 0286:2480 | +38   | 014:60  |
| 4.  | Metz Handball           | 10  | 5 | 0 | 5 | 0273:2380 | +35   | 010:100 |
| 5.  | Thüringer HC            | 10  | 2 | 1 | 7 | 0257:2860 | −29   | 05:150  |
| 6.  | GK Astrachanotschka     | 10  | 1 | 0 | 9 | 0229:3300 | −101  | 02:180  |

| 28. Januar 2017 18:30 Uhr | Metz Handball       | 25:28   | FTC Rail Cargo Hungaria | Palais omnisports Les Arènes, Metz Zuschauer: 4.163 Schiedsrichter: Praštalo, Todorović |
| 28. Januar 2017 18:30 Uhr | meiste Tore: Gros 9 | (14:13) | meiste Tore: Pena 7     | Palais omnisports Les Arènes, Metz Zuschauer: 4.163 Schiedsrichter: Praštalo, Todorović |
| 28. Januar 2017 18:30 Uhr | Spielbericht        |         |                         | Palais omnisports Les Arènes, Metz Zuschauer: 4.163 Schiedsrichter: Praštalo, Todorović |

| 29. Januar 2017 14:00 Uhr | Thüringer HC            | 34:22  | GK Astrachanotschka     | Wiedigsburghalle, Nordhausen Zuschauer: 1.600 Schiedsrichter: Johansson, Kliko |
| 29. Januar 2017 14:00 Uhr | meiste Tore: Luzumová 9 | (15:9) | meiste Tore: Sabirowa 9 | Wiedigsburghalle, Nordhausen Zuschauer: 1.600 Schiedsrichter: Johansson, Kliko |
| 29. Januar 2017 14:00 Uhr | Spielbericht            |        |                         | Wiedigsburghalle, Nordhausen Zuschauer: 1.600 Schiedsrichter: Johansson, Kliko |

| 29. Januar 2017 19:30 Uhr | ŽRK Budućnost Podgorica | 28:31   | ŽRK Vardar SCBT        | Sportski centar Morača, Podgorica Zuschauer: 3.096 Schiedsrichter: Arntsen, Røen |
| 29. Januar 2017 19:30 Uhr | meiste Tore: Neagu 10   | (16:16) | meiste Tore: Penezić 8 | Sportski centar Morača, Podgorica Zuschauer: 3.096 Schiedsrichter: Arntsen, Røen |
| 29. Januar 2017 19:30 Uhr | Spielbericht            |         |                        | Sportski centar Morača, Podgorica Zuschauer: 3.096 Schiedsrichter: Arntsen, Røen |

| 4. Februar 2017 15:00 Uhr | FTC Rail Cargo Hungaria                                  | 32:24   | Thüringer HC                                   | Elek Gyula Aréna, Budapest Zuschauer: 1.300 Schiedsrichter: Žalienė, Kijauskaitė |
| 4. Februar 2017 15:00 Uhr | meiste Tore: Hornyák, Schatzl, Snelder, Szucsánszki je 4 | (15:10) | meiste Tore: Wohlbold, Houette, Schmelzer je 4 | Elek Gyula Aréna, Budapest Zuschauer: 1.300 Schiedsrichter: Žalienė, Kijauskaitė |
| 4. Februar 2017 15:00 Uhr | Spielbericht                                             |         |                                                | Elek Gyula Aréna, Budapest Zuschauer: 1.300 Schiedsrichter: Žalienė, Kijauskaitė |

| 4. Februar 2017 17:00 Uhr | GK Astrachanotschka     | 21:34  | ŽRK Budućnost Podgorica | SSK Swesdny, Astrachan Zuschauer: 3.800 Schiedsrichter: Marín, García Serradilla |
| 4. Februar 2017 17:00 Uhr | meiste Tore: Sabirowa 7 | (9:18) | meiste Tore: Neagu 8    | SSK Swesdny, Astrachan Zuschauer: 3.800 Schiedsrichter: Marín, García Serradilla |
| 4. Februar 2017 17:00 Uhr | Spielbericht            |        |                         | SSK Swesdny, Astrachan Zuschauer: 3.800 Schiedsrichter: Marín, García Serradilla |

| 4. Februar 2017 17:30 Uhr | ŽRK Vardar SCBT            | 23:21   | Metz Handball       | Sport Center Jane Sandanski, Skopje Zuschauer: 4.000 Schiedsrichter: I. Covalciuc, A. Covalciuc |
| 4. Februar 2017 17:30 Uhr | meiste Tore: Damnjanović 5 | (13:11) | meiste Tore: Gros 5 | Sport Center Jane Sandanski, Skopje Zuschauer: 4.000 Schiedsrichter: I. Covalciuc, A. Covalciuc |
| 4. Februar 2017 17:30 Uhr | Spielbericht               |         |                     | Sport Center Jane Sandanski, Skopje Zuschauer: 4.000 Schiedsrichter: I. Covalciuc, A. Covalciuc |

| 11. Februar 2017 18:30 Uhr | Metz Handball        | 37:18   | GK Astrachanotschka     | Palais omnisports Les Arènes, Metz Zuschauer: 3.823 Schiedsrichter: Leszczyński, Piechota |
| 11. Februar 2017 18:30 Uhr | meiste Tore: Sajka 7 | (17:10) | meiste Tore: Sabirowa 5 | Palais omnisports Les Arènes, Metz Zuschauer: 3.823 Schiedsrichter: Leszczyński, Piechota |
| 11. Februar 2017 18:30 Uhr | Spielbericht         |         |                         | Palais omnisports Les Arènes, Metz Zuschauer: 3.823 Schiedsrichter: Leszczyński, Piechota |

| 12. Februar 2017 14:00 Uhr | Thüringer HC                                   | 29:31   | ŽRK Vardar SCBT         | Wiedigsburghalle, Nordhausen Zuschauer: 1.500 Schiedsrichter: Florescu, Stoia |
| 12. Februar 2017 14:00 Uhr | meiste Tore: Niederwieser, Engel, Aguilar je 5 | (13:18) | meiste Tore: Penezić 10 | Wiedigsburghalle, Nordhausen Zuschauer: 1.500 Schiedsrichter: Florescu, Stoia |
| 12. Februar 2017 14:00 Uhr | Spielbericht                                   |         |                         | Wiedigsburghalle, Nordhausen Zuschauer: 1.500 Schiedsrichter: Florescu, Stoia |

| 12. Februar 2017 19:00 Uhr | ŽRK Budućnost Podgorica  | 25:33  | FTC Rail Cargo Hungaria    | Sportski centar Morača, Podgorica Zuschauer: 3.000 Schiedsrichter: Tzaferopoulos, Bethmann |
| 12. Februar 2017 19:00 Uhr | meiste Tore: Bulatović 7 | (9:19) | meiste Tore: Szucsánszki 7 | Sportski centar Morača, Podgorica Zuschauer: 3.000 Schiedsrichter: Tzaferopoulos, Bethmann |
| 12. Februar 2017 19:00 Uhr | Spielbericht             |        |                            | Sportski centar Morača, Podgorica Zuschauer: 3.000 Schiedsrichter: Tzaferopoulos, Bethmann |

| 25. Februar 2017 15:00 Uhr | FTC Rail Cargo Hungaria                | 29:23   | Metz Handball                    | Elek Gyula Aréna, Budapest Zuschauer: 1.300 Schiedsrichter: Năstase, Raluca Stancu |
| 25. Februar 2017 15:00 Uhr | meiste Tore: Szucsánszki, Schatzl je 6 | (15:10) | meiste Tore: Horacek, Zaadi je 5 | Elek Gyula Aréna, Budapest Zuschauer: 1.300 Schiedsrichter: Năstase, Raluca Stancu |
| 25. Februar 2017 15:00 Uhr | Spielbericht                           |         |                                  | Elek Gyula Aréna, Budapest Zuschauer: 1.300 Schiedsrichter: Năstase, Raluca Stancu |

| 25. Februar 2017 17:00 Uhr | GK Astrachanotschka      | 26:24   | Thüringer HC         | SSK Swesdny, Astrachan Zuschauer: 3.800 Schiedsrichter: Rudinský, Mandák |
| 25. Februar 2017 17:00 Uhr | meiste Tore: Sabirowa 13 | (17:12) | meiste Tore: Engel 8 | SSK Swesdny, Astrachan Zuschauer: 3.800 Schiedsrichter: Rudinský, Mandák |
| 25. Februar 2017 17:00 Uhr | Spielbericht             |         |                      | SSK Swesdny, Astrachan Zuschauer: 3.800 Schiedsrichter: Rudinský, Mandák |

| 26. Februar 2017 17:30 Uhr | ŽRK Vardar SCBT        | 28:31   | ŽRK Budućnost Podgorica   | Sport Center Jane Sandanski, Skopje Zuschauer: 4.500 Schiedsrichter: Christiansen, Hesseldal |
| 26. Februar 2017 17:30 Uhr | meiste Tore: Penezić 6 | (16:17) | meiste Tore: Bulatović 14 | Sport Center Jane Sandanski, Skopje Zuschauer: 4.500 Schiedsrichter: Christiansen, Hesseldal |
| 26. Februar 2017 17:30 Uhr | Spielbericht           |         |                           | Sport Center Jane Sandanski, Skopje Zuschauer: 4.500 Schiedsrichter: Christiansen, Hesseldal |

| 5. März 2017 14:00 Uhr | Thüringer HC             | 29:29   | FTC Rail Cargo Hungaria        | Wiedigsburghalle, Nordhausen Zuschauer: 1.800 Schiedsrichter: Antić, Jakovljević |
| 5. März 2017 14:00 Uhr | meiste Tore: Luzumová 12 | (15:17) | meiste Tore: Szöllősi-Zácsik 6 | Wiedigsburghalle, Nordhausen Zuschauer: 1.800 Schiedsrichter: Antić, Jakovljević |
| 5. März 2017 14:00 Uhr | Spielbericht             |         |                                | Wiedigsburghalle, Nordhausen Zuschauer: 1.800 Schiedsrichter: Antić, Jakovljević |

| 5. März 2017 15:00 Uhr | Metz Handball        | 42:28   | ŽRK Vardar SCBT         | Palais omnisports Les Arènes, Metz Zuschauer: 4.602 Schiedsrichter: Brkic, Jusufhodzic |
| 5. März 2017 15:00 Uhr | meiste Tore: Gros 12 | (19:16) | meiste Tore: Penezić 10 | Palais omnisports Les Arènes, Metz Zuschauer: 4.602 Schiedsrichter: Brkic, Jusufhodzic |
| 5. März 2017 15:00 Uhr | Spielbericht         |         |                         | Palais omnisports Les Arènes, Metz Zuschauer: 4.602 Schiedsrichter: Brkic, Jusufhodzic |

| 5. März 2017 19:00 Uhr | ŽRK Budućnost Podgorica         | 38:20   | GK Astrachanotschka     | Sportski centar Morača, Podgorica Zuschauer: 500 Schiedsrichter: Vranes, Wenninger |
| 5. März 2017 19:00 Uhr | meiste Tore: Neagu, Cvijić je 5 | (18:11) | meiste Tore: Postnowa 6 | Sportski centar Morača, Podgorica Zuschauer: 500 Schiedsrichter: Vranes, Wenninger |
| 5. März 2017 19:00 Uhr | Spielbericht                    |         |                         | Sportski centar Morača, Podgorica Zuschauer: 500 Schiedsrichter: Vranes, Wenninger |

| 11. März 2017 15:00 Uhr | FTC Rail Cargo Hungaria  | 23:24 | ŽRK Budućnost Podgorica            | Elek Gyula Aréna, Budapest Zuschauer: 1.300 Schiedsrichter: Erdoğan, Özdeniz |
| 11. März 2017 15:00 Uhr | meiste Tore: Jovanović 6 | (8:9) | meiste Tore: Bulatović, Neagu je 7 | Elek Gyula Aréna, Budapest Zuschauer: 1.300 Schiedsrichter: Erdoğan, Özdeniz |
| 11. März 2017 15:00 Uhr | Spielbericht             |       |                                    | Elek Gyula Aréna, Budapest Zuschauer: 1.300 Schiedsrichter: Erdoğan, Özdeniz |

| 11. März 2017 17:00 Uhr | GK Astrachanotschka                       | 20:28   | Metz Handball                  | SSK Swesdny, Astrachan Zuschauer: 4.000 Schiedsrichter: Christidi, Papamattheou |
| 11. März 2017 17:00 Uhr | meiste Tore: Postnowa, Tschigirinowa je 4 | (13:11) | meiste Tore: Smits, Zaadi je 5 | SSK Swesdny, Astrachan Zuschauer: 4.000 Schiedsrichter: Christidi, Papamattheou |
| 11. März 2017 17:00 Uhr | Spielbericht                              |         |                                | SSK Swesdny, Astrachan Zuschauer: 4.000 Schiedsrichter: Christidi, Papamattheou |

| 11. März 2017 17:30 Uhr | ŽRK Vardar SCBT          | 36:26   | Thüringer HC            | Sport Center Jane Sandanski, Skopje Zuschauer: 2.000 Schiedsrichter: Panayides, Andreou |
| 11. März 2017 17:30 Uhr | meiste Tore: Radičević 9 | (19:12) | meiste Tore: Luzumová 7 | Sport Center Jane Sandanski, Skopje Zuschauer: 2.000 Schiedsrichter: Panayides, Andreou |
| 11. März 2017 17:30 Uhr | Spielbericht             |         |                         | Sport Center Jane Sandanski, Skopje Zuschauer: 2.000 Schiedsrichter: Panayides, Andreou |

### Gruppe 2
| Pl. | Verein                  | Sp. | S | U | N | Tore      | Diff. | Punkte  |
| --- | ----------------------- | --- | - | - | - | --------- | ----- | ------- |
| 1.  | Győri ETO KC            | 10  | 8 | 1 | 1 | 0305:2340 | +71   | 017:30  |
| 2.  | Larvik HK               | 10  | 5 | 2 | 3 | 0279:2710 | +8    | 012:80  |
| 3.  | CSM Bukarest            | 10  | 5 | 1 | 4 | 0265:2570 | +8    | 011:90  |
| 4.  | FC Midtjylland Håndbold | 10  | 5 | 0 | 5 | 0250:2410 | +9    | 010:100 |
| 5.  | Rokometni Klub Krim     | 10  | 3 | 0 | 7 | 0236:2900 | −54   | 06:140  |
| 6.  | Team Esbjerg            | 10  | 2 | 0 | 8 | 0251:2950 | −44   | 04:160  |

| 27. Januar 2017 19:30 Uhr | CSM Bukarest           | 26:26   | Larvik HK               | Sala Polivalentă Ioan Kunst-Ghermănescu, Bukarest Zuschauer: 4.973 Schiedsrichter: Sami, Bounouara |
| 27. Januar 2017 19:30 Uhr | meiste Tore: Gulldén 6 | (12:13) | meiste Tore: Kurtović 7 | Sala Polivalentă Ioan Kunst-Ghermănescu, Bukarest Zuschauer: 4.973 Schiedsrichter: Sami, Bounouara |
| 27. Januar 2017 19:30 Uhr | Spielbericht           |         |                         | Sala Polivalentă Ioan Kunst-Ghermănescu, Bukarest Zuschauer: 4.973 Schiedsrichter: Sami, Bounouara |

| 28. Januar 2017 16:30 Uhr | Győri ETO KC           | 39:22  | Rokometni Klub Krim            | Audi Arena, Győr Zuschauer: 5.103 Schiedsrichter: Vranes, Wenninger |
| 28. Januar 2017 16:30 Uhr | meiste Tore: Görbicz 7 | (20:9) | meiste Tore: Milanović-Litre 7 | Audi Arena, Győr Zuschauer: 5.103 Schiedsrichter: Vranes, Wenninger |
| 28. Januar 2017 16:30 Uhr | Spielbericht           |        |                                | Audi Arena, Győr Zuschauer: 5.103 Schiedsrichter: Vranes, Wenninger |

| 29. Januar 2017 15:00 Uhr | FC Midtjylland Håndbold   | 38:26   | Team Esbjerg                   | IBF Arena, Ikast Zuschauer: 2.049 Schiedsrichter: Brehmer, Skowronek |
| 29. Januar 2017 15:00 Uhr | meiste Tore: Jørgensen 12 | (17:19) | meiste Tore: van der Heijden 6 | IBF Arena, Ikast Zuschauer: 2.049 Schiedsrichter: Brehmer, Skowronek |
| 29. Januar 2017 15:00 Uhr | Spielbericht              |         |                                | IBF Arena, Ikast Zuschauer: 2.049 Schiedsrichter: Brehmer, Skowronek |

| 4. Februar 2017 17:00 Uhr | Rokometni Klub Krim                | 21:24  | CSM Bukarest           | Športna dvorana Kodeljevo, Ljubljana Zuschauer: 1.560 Schiedsrichter: Mosorinski, Pandžić |
| 4. Februar 2017 17:00 Uhr | meiste Tore: Benko, Georgijev je 5 | (9:14) | meiste Tore: Gulldén 7 | Športna dvorana Kodeljevo, Ljubljana Zuschauer: 1.560 Schiedsrichter: Mosorinski, Pandžić |
| 4. Februar 2017 17:00 Uhr | Spielbericht                       |        |                        | Športna dvorana Kodeljevo, Ljubljana Zuschauer: 1.560 Schiedsrichter: Mosorinski, Pandžić |

| 4. Februar 2017 17:00 Uhr | Larvik HK               | 24:22  | FC Midtjylland Håndbold   | Boligmappa Arena Larvik, Larvik Zuschauer: 1.777 Schiedsrichter: Kurtagic, Wetterwik |
| 4. Februar 2017 17:00 Uhr | meiste Tore: Kurtović 9 | (9:11) | meiste Tore: Jørgensen 10 | Boligmappa Arena Larvik, Larvik Zuschauer: 1.777 Schiedsrichter: Kurtagic, Wetterwik |
| 4. Februar 2017 17:00 Uhr | Spielbericht            |        |                           | Boligmappa Arena Larvik, Larvik Zuschauer: 1.777 Schiedsrichter: Kurtagic, Wetterwik |

| 5. Februar 2017 16:50 Uhr | Team Esbjerg       | 26:32   | Győri ETO KC            | Blue Water Dokken, Esbjerg Zuschauer: 1.820 Schiedsrichter: C. Bonaventura, J. Bonaventura |
| 5. Februar 2017 16:50 Uhr | meiste Tore: Alm 9 | (12:14) | meiste Tore: Görbicz 11 | Blue Water Dokken, Esbjerg Zuschauer: 1.820 Schiedsrichter: C. Bonaventura, J. Bonaventura |
| 5. Februar 2017 16:50 Uhr | Spielbericht       |         |                         | Blue Water Dokken, Esbjerg Zuschauer: 1.820 Schiedsrichter: C. Bonaventura, J. Bonaventura |

| 11. Februar 2017 15:30 Uhr | FC Midtjylland Håndbold  | 28:19   | Rokometni Klub Krim       | IBF Arena, Ikast Zuschauer: 1.386 Schiedsrichter: Schulze, Tönnies |
| 11. Februar 2017 15:30 Uhr | meiste Tore: Jørgensen 7 | (13:11) | meiste Tore: Bajramoska 7 | IBF Arena, Ikast Zuschauer: 1.386 Schiedsrichter: Schulze, Tönnies |
| 11. Februar 2017 15:30 Uhr | Spielbericht             |         |                           | IBF Arena, Ikast Zuschauer: 1.386 Schiedsrichter: Schulze, Tönnies |

| 12. Februar 2017 17:00 Uhr | Győri ETO KC        | 27:27  | Larvik HK                | Audi Arena, Győr Zuschauer: 5.273 Schiedsrichter: Alpaidse, Berjoskina |
| 12. Februar 2017 17:00 Uhr | meiste Tore: Mørk 7 | (9:11) | meiste Tore: Kurtović 10 | Audi Arena, Győr Zuschauer: 5.273 Schiedsrichter: Alpaidse, Berjoskina |
| 12. Februar 2017 17:00 Uhr | Spielbericht        |        |                          | Audi Arena, Győr Zuschauer: 5.273 Schiedsrichter: Alpaidse, Berjoskina |

| 12. Februar 2017 18:00 Uhr | CSM Bukarest          | 33:25   | Team Esbjerg       | Sala Polivalentă Dinamo, Bukarest Zuschauer: 2.538 Schiedsrichter: Gousko, Repkin |
| 12. Februar 2017 18:00 Uhr | meiste Tore: Martín 6 | (17:13) | meiste Tore: Alm 7 | Sala Polivalentă Dinamo, Bukarest Zuschauer: 2.538 Schiedsrichter: Gousko, Repkin |
| 12. Februar 2017 18:00 Uhr | Spielbericht          |         |                    | Sala Polivalentă Dinamo, Bukarest Zuschauer: 2.538 Schiedsrichter: Gousko, Repkin |

| 25. Februar 2017 17:00 Uhr | Larvik HK               | 35:33   | CSM Bukarest          | Boligmappa Arena Larvik, Larvik Zuschauer: 2.277 Schiedsrichter: Jurinović, Mrvica |
| 25. Februar 2017 17:00 Uhr | meiste Tore: Kurtović 8 | (18:18) | meiste Tore: Martín 8 | Boligmappa Arena Larvik, Larvik Zuschauer: 2.277 Schiedsrichter: Jurinović, Mrvica |
| 25. Februar 2017 17:00 Uhr | Spielbericht            |         |                       | Boligmappa Arena Larvik, Larvik Zuschauer: 2.277 Schiedsrichter: Jurinović, Mrvica |

| 25. Februar 2017 19:30 Uhr | Rokometni Klub Krim  | 17:34   | Győri ETO KC            | Športna dvorana Kodeljevo, Ljubljana Zuschauer: 1.800 Schiedsrichter: Baumgart, Wild |
| 25. Februar 2017 19:30 Uhr | meiste Tore: Koren 4 | (10:18) | meiste Tore: Görbicz 10 | Športna dvorana Kodeljevo, Ljubljana Zuschauer: 1.800 Schiedsrichter: Baumgart, Wild |
| 25. Februar 2017 19:30 Uhr | Spielbericht         |         |                         | Športna dvorana Kodeljevo, Ljubljana Zuschauer: 1.800 Schiedsrichter: Baumgart, Wild |

| 26. Februar 2017 16:50 Uhr | Team Esbjerg       | 22:21   | FC Midtjylland Håndbold | Blue Water Dokken, Esbjerg Zuschauer: 1.704 Schiedsrichter: Ilieva, Karbeska |
| 26. Februar 2017 16:50 Uhr | meiste Tore: Alm 7 | (14:11) | meiste Tore: Friis 7    | Blue Water Dokken, Esbjerg Zuschauer: 1.704 Schiedsrichter: Ilieva, Karbeska |
| 26. Februar 2017 16:50 Uhr | Spielbericht       |         |                         | Blue Water Dokken, Esbjerg Zuschauer: 1.704 Schiedsrichter: Ilieva, Karbeska |

| 3. März 2017 20:00 Uhr | CSM Bukarest            | 28:26   | Rokometni Klub Krim                                         | Sala Polivalentă Ioan Kunst-Ghermănescu, Bukarest Zuschauer: 4.800 Schiedsrichter: Alpaidse, Berjoskina |
| 3. März 2017 20:00 Uhr | meiste Tore: Gulldén 10 | (14:12) | meiste Tore: Jeriček, Koren, Milanović-Litre, Omoregie je 4 | Sala Polivalentă Ioan Kunst-Ghermănescu, Bukarest Zuschauer: 4.800 Schiedsrichter: Alpaidse, Berjoskina |
| 3. März 2017 20:00 Uhr | Spielbericht            |         |                                                             | Sala Polivalentă Ioan Kunst-Ghermănescu, Bukarest Zuschauer: 4.800 Schiedsrichter: Alpaidse, Berjoskina |

| 4. März 2017 18:30 Uhr | FC Midtjylland Håndbold  | 24:28   | Larvik HK               | IBF Arena, Ikast Zuschauer: 1.972 Schiedsrichter: Vujačić, Kažanegra |
| 4. März 2017 18:30 Uhr | meiste Tore: Jørgensen 9 | (11:18) | meiste Tore: Kurtović 7 | IBF Arena, Ikast Zuschauer: 1.972 Schiedsrichter: Vujačić, Kažanegra |
| 4. März 2017 18:30 Uhr | Spielbericht             |         |                         | IBF Arena, Ikast Zuschauer: 1.972 Schiedsrichter: Vujačić, Kažanegra |

| 5. März 2017 17:00 Uhr | Győri ETO KC                      | 33:22   | Team Esbjerg       | Audi Arena, Győr Zuschauer: 5.143 Schiedsrichter: Marić, Mašić |
| 5. März 2017 17:00 Uhr | meiste Tore: Görbicz, Amorim je 6 | (17:11) | meiste Tore: Alm 8 | Audi Arena, Győr Zuschauer: 5.143 Schiedsrichter: Marić, Mašić |
| 5. März 2017 17:00 Uhr | Spielbericht                      |         |                    | Audi Arena, Győr Zuschauer: 5.143 Schiedsrichter: Marić, Mašić |

| 11. März 2017 17:00 Uhr | Rokometni Klub Krim              | 21:27  | FC Midtjylland Håndbold    | Športna dvorana Kodeljevo, Ljubljana Zuschauer: 1.100 Schiedsrichter: M. Bennani, S. Bennani |
| 11. März 2017 17:00 Uhr | meiste Tore: Jeriček, Benko je 4 | (9:10) | meiste Tore: Kristiansen 9 | Športna dvorana Kodeljevo, Ljubljana Zuschauer: 1.100 Schiedsrichter: M. Bennani, S. Bennani |
| 11. März 2017 17:00 Uhr | Spielbericht                     |        |                            | Športna dvorana Kodeljevo, Ljubljana Zuschauer: 1.100 Schiedsrichter: M. Bennani, S. Bennani |

| 12. März 2017 15:00 Uhr | Team Esbjerg              | 20:25  | CSM Bukarest                       | Blue Water Dokken, Esbjerg Zuschauer: 1.458 Schiedsrichter: Brunovský, Čanda |
| 12. März 2017 15:00 Uhr | meiste Tore: Bjørndalen 5 | (7:12) | meiste Tore: Brădeanu, Martín je 5 | Blue Water Dokken, Esbjerg Zuschauer: 1.458 Schiedsrichter: Brunovský, Čanda |
| 12. März 2017 15:00 Uhr | Spielbericht              |        |                                    | Blue Water Dokken, Esbjerg Zuschauer: 1.458 Schiedsrichter: Brunovský, Čanda |

| 12. März 2017 17:00 Uhr | Larvik HK                        | 25:26   | Győri ETO KC                   | Boligmappa Arena Larvik, Larvik Zuschauer: 3.517 Schiedsrichter: Mandák, Rudinský |
| 12. März 2017 17:00 Uhr | meiste Tore: Riegelhuth Koren 11 | (12:14) | meiste Tore: Mørk, Amorim je 6 | Boligmappa Arena Larvik, Larvik Zuschauer: 3.517 Schiedsrichter: Mandák, Rudinský |
| 12. März 2017 17:00 Uhr | Spielbericht                     |         |                                | Boligmappa Arena Larvik, Larvik Zuschauer: 3.517 Schiedsrichter: Mandák, Rudinský |

## Viertelfinale
Im Viertelfinale nahmen die vier bestplatzierten Mannschaften der beiden Hauptrundengruppen teil, die überkreuz aufeinandertrafen. Die Gewinner qualifizierten sich für das Final Four.

### Qualifizierte Teams
| - ŽRK Vardar SCBT - FTC-Rail Cargo Hungaria - ŽRK Budućnost Podgorica - Metz Handball - Győri ETO KC - Larvik HK - CSM Bukarest - FC Midtjylland Håndbold |

### Ausgeloste Spiele und Ergebnisse
| Mannschaft 1                         | Mannschaft 2                         | Hinspiel             | Rückspiel            | Gesamt  |
| ------------------------------------ | ------------------------------------ | -------------------- | -------------------- | ------- |
| FC Midtjylland Håndbold Jørgensen 10 | ŽRK Vardar SCBT Penezić 13           | 09.04.2017 17:00 Uhr | 15.04.2017 17:30 Uhr | 50 : 54 |
| FC Midtjylland Håndbold Jørgensen 10 | ŽRK Vardar SCBT Penezić 13           | 26 : 28 (12 : 18)    | 24 : 26 (12 : 11)    | 50 : 54 |
| FC Midtjylland Håndbold Jørgensen 10 | ŽRK Vardar SCBT Penezić 13           | 1.982 Zuschauer      | 3.000 Zuschauer      | 50 : 54 |
| Metz Handball Gros 14                | Győri ETO KC Mørk 13                 | 09.04.2017 17:00 Uhr | 15.04.2017 19:00 Uhr | 54 : 59 |
| Metz Handball Gros 14                | Győri ETO KC Mørk 13                 | 32 : 31 (16 : 16)    | 22 : 28 (12 : 17)    | 54 : 59 |
| Metz Handball Gros 14                | Győri ETO KC Mørk 13                 | 5.000 Zuschauer      | 5.000 Zuschauer      | 54 : 59 |
| CSM Bukarest Gulldén 13              | FTC-Rail Cargo Hungaria Kovacsics 14 | 07.04.2017 20:00 Uhr | 15.04.2017 16:45 Uhr | 57 : 51 |
| CSM Bukarest Gulldén 13              | FTC-Rail Cargo Hungaria Kovacsics 14 | 30 : 25 (17 : 15)    | 27 : 26 (14 : 15)    | 57 : 51 |
| CSM Bukarest Gulldén 13              | FTC-Rail Cargo Hungaria Kovacsics 14 | 4.548 Zuschauer      | 4.000 Zuschauer      | 57 : 51 |
| ŽRK Budućnost Podgorica Neagu 19     | Larvik HK Stange 13                  | 09.04.2017 19:00 Uhr | 15.04.2017 17:00 Uhr | 66 : 47 |
| ŽRK Budućnost Podgorica Neagu 19     | Larvik HK Stange 13                  | 31 : 17 (14 : 09)    | 35 : 30 (16 : 15)    | 66 : 47 |
| ŽRK Budućnost Podgorica Neagu 19     | Larvik HK Stange 13                  | 4.500 Zuschauer      | 1.078 Zuschauer      | 66 : 47 |

## Final Four

### Qualifizierte Teams
Für das Final Four qualifiziert waren:
| CSM Bukarest Győri ETO KC ŽRK Vardar SCBT ŽRK Budućnost Podgorica |

### Halbfinale
Die Halbfinalspiele fanden am 6. Mai 2017 statt. Der Gewinner jeder Partie zog in das Finale der EHF Champions League 2017 ein.
| Mannschaft 1            | Endergebnis       | Mannschaft 2    | Datum und Zeit          |
| ----------------------- | ----------------- | --------------- | ----------------------- |
| ŽRK Budućnost Podgorica | 20 : 26 (09 : 12) | Győri ETO KC    | 06.05.17, Sa. 15:15 Uhr |
| CSM Bukarest            | 33 : 38 (13 : 21) | ŽRK Vardar SCBT | 06.05.17, Sa. 17:45 Uhr |

#### 1. Halbfinale
6. Mai 2017 in Budapest, Papp László Budapest Sportaréna, 12.000 Zuschauer
ŽRK Budućnost Podgorica: Zoqbi de Paula, Batinović, Babović – Neagu (7), Bulatović  (6), Achruk  (2), Cvijić  (2), Jauković (2), Ramusović (1), Agović, Grbić, Irman , Novović, Pavićević, Pletikosić, Ujkić
Győri ETO KC: Kiss, Grimsbø – Görbicz (9), Groot (5), Amorim   (4), Broch   (3), Bognár-Bódi (2), Hársfalvi (1), Mørk (1), Tomori      (1), Elghaoui, Hudák, Knedlíková, 
Korsós, Pál, Puhalák
Schiedsrichter:  Cristina Năstase und Simona Raluca Stancu

#### 2. Halbfinale
6. Mai 2017 in Budapest, Papp László Budapest Sportaréna, 12.000 Zuschauer
CSM Bukarest: Grubišić, Iordache, Ungureanu – Niombla  (8), Torstenson (5), Gulldén  (4), Martín (4), Lobach (3), Curea (2), Manea (2), Mehmedović (2), Ayglon-Saurina (1), Bazaliu (1), Brădeanu (1), Böhme, Dache
ŽRK Vardar SCBT: Leynaud, Suslina, Pessoa – Penezić  (7), Radičević (7), Lekić  (6), Lacrabère  (5), Herrem (4), Čović   (3), Damnjanović  (2), Lazović  (2), Althaus  (1), Chmyrowa  (1), Klikovac , Mavsar, Ristovska
Schiedsrichter:  Wiktorija Alpaidse und Tatjana Berjoskina

### Kleines Finale
Das Spiel um Platz 3 fand am 7. Mai 2017 statt. Der Gewinner der Partie ist Drittplatzierter der EHF Champions League 2017.
| Mannschaft 1            | Endergebnis       | Mannschaft 2 | Datum und Zeit          |
| ----------------------- | ----------------- | ------------ | ----------------------- |
| ŽRK Budućnost Podgorica | 20 : 26 (12 : 13) | CSM Bukarest | 07.05.17, So. 15:15 Uhr |

7. Mai 2017 in Budapest, Papp László Budapest Sportaréna, 12.000 Zuschauer, Spielbericht
ŽRK Budućnost Podgorica: Zoqbi de Paula, Batinović, Babović – Bulatović  (5), Ramusović  (4), Neagu (3), Pavićević (2), Pletikosić  (2), Grbić (1), Jauković   (1), Novović (1), Ujkić (1), Achruk , Agović, Cvijić , Irman
CSM Bukarest: Grubišić, Iordache, Ungureanu – Gulldén (9), Manea (3), Martín (3), Ayglon-Saurina    (2), Brădeanu (2), Mehmedović (2), Niombla  (2), Curea  (1), Dache (1), Torstenson  (1), Bazaliu, Böhme, Lobach
Schiedsrichter:  Ana Vranes und Marlis Wenninger

### Finale
Das Finale fand am 7. Mai 2017 statt. Der Gewinner der Partie ist Sieger der EHF Champions League 2017.
| Mannschaft 1 | Endergebnis                    | Mannschaft 2    | Datum und Zeit          |
| ------------ | ------------------------------ | --------------- | ----------------------- |
| Győri ETO KC | 31 : 30 (26 : 26, 15:12) n. V. | ŽRK Vardar SCBT | 07.05.17, So. 17:45 Uhr |

7. Mai 2017 in Budapest, Papp László Budapest Sportaréna, 12.000 Zuschauer, Spielbericht
Győri ETO KC: Kiss, Grimsbø – Görbicz (7), Groot   (6), Mørk (6), Amorim    (3), Tomori    (2), Bognár-Bódi (2), Broch  (2), Knedlíková (2), Elghaoui , Hársfalvi, Hudák, Korsós, Pál, Puhalák
ŽRK Vardar SCBT: Leynaud, Suslina, Pessoa – Althaus   (6), Lacrabère   (6), Lekić (4), Penezić  (4), Radičević (4), Mavsar (3), Herrem (2), Lazović  (1), Čović , Damnjanović, Chmyrowa, Klikovac, Ristovska
Schiedsrichter:  Karina Christiansen und Line Hesseldal Hansen

## Statistiken

### Torschützenliste
Die Torschützenliste zeigt die drei besten Torschützinnen in der EHF Champions League der Frauen 2016/17.
Zu sehen sind die Nation der Spielerin, der Name, die Position, der Verein, die gespielten Spiele, die Tore und die Ø-Tore.
| Pl. | Nation     | Spieler            | Pos. | Verein                  | Sp. | Tore | Ø    |
| --- | ---------- | ------------------ | ---- | ----------------------- | --- | ---- | ---- |
| 1.  | Kroatien   | Andrea Penezić     | (RL) | ŽRK Vardar SCBT         | 15  | 98   | 6,53 |
| 2.  | Schweden   | Isabelle Gulldén   | (RM) | CSM Bukarest            | 16  | 92   | 5,75 |
| 3.  | Montenegro | Katarina Bulatović | (RR) | ŽRK Budućnost Podgorica | 16  | 90   | 5,63 |
| 3.  | Rumänien   | Cristina Neagu     | (RL) | ŽRK Budućnost Podgorica | 14  | 90   | 6,43 |